# Чусовський металургійний завод

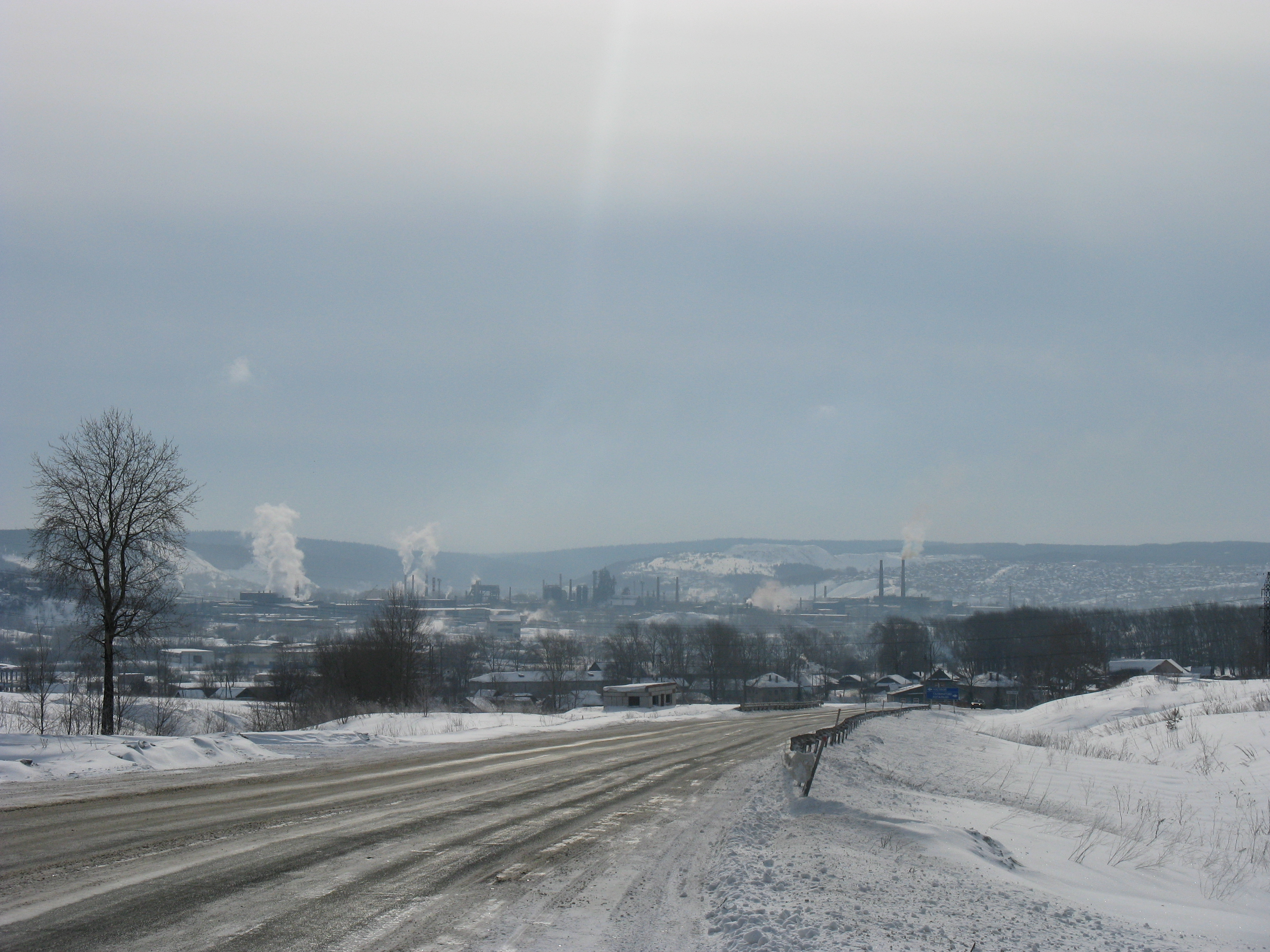
Вид на місто Чусовий і на завод у 2009 році

Чусовський металургійний завод (рос. Чусовской металлургический завод) — металургійний завод у місті Чусовий Пермського краю РФ. Заснований 1879 року французьким акціонерним товариством, є одним з найстаріших заводів Уралу. Був провідним у СРСР підприємством з виробництва ферованадію. До 2014 року був заводом з повним металургійним циклом, тепер (2015) має лише сталеварне [джерело?] і прокатне виробництва. Підприємство спеціалізується на випуску автомобільних ресор, будучи у їх виробництві лідером в межах РФ.

## Історія
Завод засновано 1879 року французьким акціонерним товариством. Завод випускав звичайний чавун.
1914 року на заводі відбувся один з найбільших на Уралі страйків. Після більшовицького перевороту був націоналізований у 1918 році. У роки Громадянської війни у 1918—1920 роках підприємство виконувалало воєнні замовлення більшовицької влади (виготовляло броньову сталь для бронепоїздів і річкових суден). У 1930-х роках введено в експлуатацію доменну піч, новий сортовий стан 370 для прокатки ресорних штиб, заготовочний стан 800 і спробний феросплавний цех. Під час Другої світвої війни випускав спеціальні боєприпаси для потреб фронту. В цей самий час введено в експлуатацію агломераційну фабрику, нову доменну піч, і перший на Уралі бесемерівський цех. У 1950-х — 1970-х роках побудовані 2 мартенівських печі, нові феросплавний і авторесорний цехи. У 1966—1975 роках випуск продукції збільшився: чавуну — на 20 %, сталі — на 16 %, готового прокату — на 13 %.
У другій половині 20 століття підприємство було провідним у СРСР з виробництва ферованадію, великим постачальником складних фасонних профілів прокату, якісної ресорної штиби і готових автомобільних ресор.

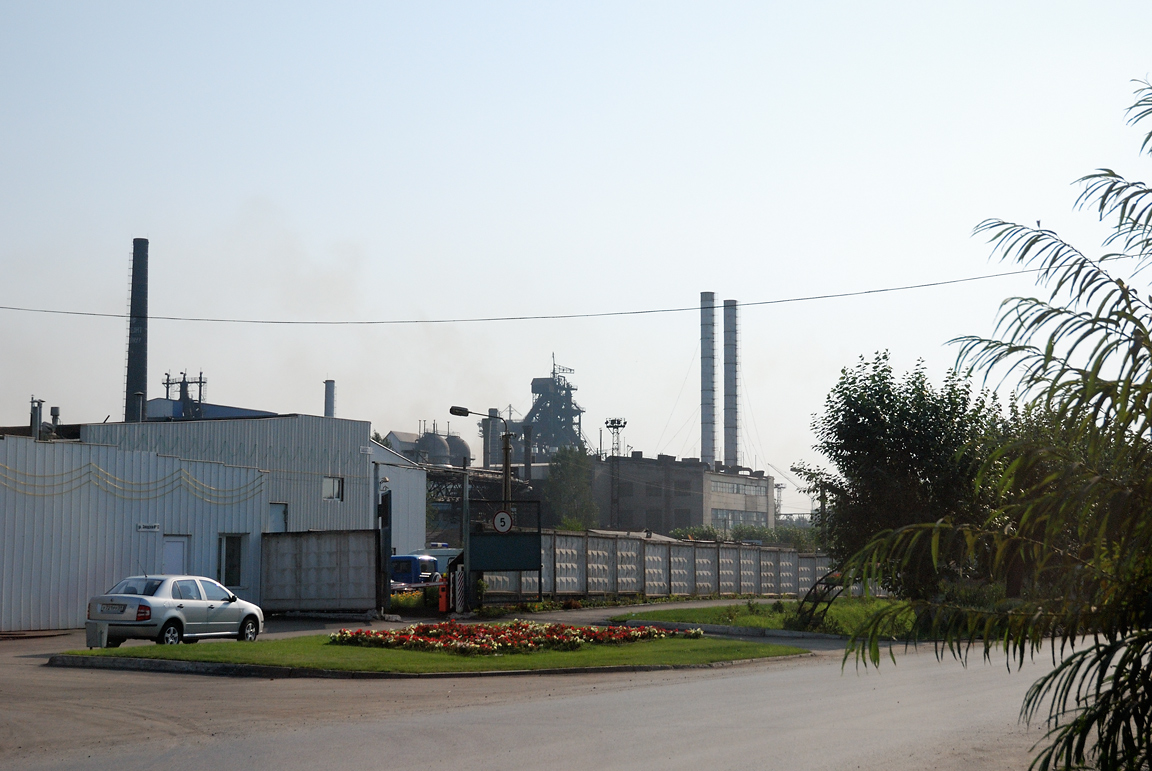
Завод у 2009 році. Частину споруд демонтовано 2014 року.

1989 року завод перетворено на відкрите акціонерне товариство.
В середині 2000-х років на заводі планувалося провести модернизацію. Проект реконструкції доменної печі № 2 з вдуванням у горно печі пиловугільного палива був розроблений 2007 року українським консорціумом «Укріндустрія». Однак, замість реконструкції заводу частину його цехів було зупинено і 2014 року демонтовано.
На роботі заводу позначилася фінансова криза 2008-2010 в Росії. Якщо у 2008 році прибуток заводу становив 484 млн. рублів, то у 2009 році його збиток склав 2 млрд рублів, а виручка впала у 3 рази до 4,9 млрд рублів. Доменне і сталеплавильне виробництва в цей час простоювали.
До початку 2011 року завод належав «Об'єднаній металургійній компанії», у 2011—2013 роках 80 % акцій заводу було продано ЗАТ «Металургійна інвестиційна компанія», з 2013 року завод знову належить «Об'єднаній металургійній компанії».
«Об'єднана металургійна компанія» планувала провести на заводі реконструкцію і модернізацію, в рамках якої побудувати на заводі комплекс з виробництва сталі і виробництва труб для нафтогазовидобутку з об'ємом інвестицій 50 млрд рублів. Були зупинені і демонтовані старі виробничі потужності. Однак, у грудні 2014 року через зміну курса валют, підвищенням відсоткових ставок по кредитах та різким падінням цін на нафту компанія вирішила припинити будівництво на заводі нових потужностей За час реалізації проекту компанія вклала у нього майже 4 млрд рублів.
2013 року [джерело?] було припинено роботу доменного цеху. 31 березня 2014 року було припинено роботу останньої на заводі мартенівської печі. На момент її зупинки, на заводі вже було припинено конвертерне виробництво у дуплекс-цеху. 2014 року демонтовано доменний цех, що мав 2 доменних печі об'ємами 225 м³ і 1033 м³, аглофабрику та деякі інші цехи.

## Сучасний стан
Після зупинки й демонтажу багатьох цехів у 2013—2014 роках, завод не має повного металургійного циклу і спеціалізується в основному на випуску автомобільних ресор. За даними Пермської торговельно-промислової палати Чусовський металургійний завод є одним з найбільших у Європі виробників автомобільних ресор. Завод випускає 400 видів ресор і є лідером у РФ у цьому секторі з часткою на ринку 60 %, забезпечуючи ресорами всі найбільші автомобільні заводи РФ, а також постачає ресори на експорт. Серед покупців продукції заводу автозаводи «ЗІЛ», «КамАЗ», «ГАЗ» та інші. Продукція заводу експортувалася у Фінляндію, Італію, Іспанію, Чехію, Німеччину, Китай, Південну Корею, США.
2014 року вироблено 50 тис. т ресор. На початку 2015 року на заводі працювало 2,7 тис. осіб.